# Bergantín Intrépido (1°)
El bergantín Intrépido fue un velero español capturado por el gobierno de las Provincias Unidas del Río de la Plata que en 1818 fue enviado a Chile en préstamo para que se integrara a la Escuadra que ese gobierno alistaba para atacar el virreinato de Perú.
Al servicio de Chile alcanzó a participar en el regreso de la Primera Escuadra Nacional a Valparaíso y en 1820 en la toma de Corral y Valdivia por parte del almirante Thomas Cochrane.

## Características
No se tienen antecedentes de su desplazamiento exacto, unos investigadores le asignan 300 toneladas mientras que otros 325 y también 380, en lo que sí coinciden es que estaba armado con 18 cañones.

## Historia

### Al servicio de las Provincias Unidas del Río de la Plata
1818
Fue un buque de guerra español capturado por el corsario La Heroína frente a las costas de Brasil y enviado al gobierno de Buenos Aires. No está claro si en Argentina se le rebautizó como Maipú o Intrépido, pero en la documentación chilena siempre figuró como Intrépido.
Zarpó de Buenos Aires el 15 de septiembre de 1818 bajo el mando del comandante inglés Thomas Carter con instrucciones de dirigirse a las Isla de los Estados, navegar el estrecho de Magallanes en busca de un convoy español compuesto por 11 transportes protegidos por la fragata Reina María Isabel que había zarpado de Cádiz el 21 de mayo de 1818 en dirección a El Callao con tropas españolas para oponerse a los gobiernos patriotas americanos que buscaban la independencia de España. Una vez arribado al océano Pacífico debía ponerse a las órdenes del almirante Blanco Encalada donde lo encontrase. El buque se uniría en préstamo a la Armada de Chile de reciente formación.

### Al servicio de Chile
1818-1820
Arribó a Talcahuano el 12 de noviembre de 1818 presentándose a Blanco Encalada e incorporándose a la Escuadra chilena. Se le ordenó tripular el transporte español Magdalena apresado días antes y conducirlo a Valparaíso. El 17 de noviembre entró en Valparaíso junto con la triunfante Primera Escuadra Nacional.
Mientras Thomas Cochrane alistaba los buques para transportar la Expedición Libertadora del Perú, el 10 de enero de 1819 dispuso el transbordo del comandante Carter como comandante de la corbeta Chacabuco, asumiendo el mando del bergantín el oficial argentino Francisco Erézcano. El buque permaneció en Valparaíso hasta fines de 1819 con una tripulación reducida pues la mayor parte también fue trasbordada a buques de la Escuadra chilena. Tuvo que enfrentar serios problemas de disciplina por el no pago de sueldos por parte de las Provincias Unidas ni del gobierno de Chile.
A fines de marzo de 1818 la Chacabuco regresó a Valparaíso y el comandante Carter retomó el mando del Intrépido. Luego de muchas diligencias, a fines de noviembre de 1819, Carter estuvo listo para zarpar por lo que se le ordenó dirigirse a la bahía de Concepción y ponerse a las órdenes del general Ramón Freire que iniciaba una campaña en la Araucanía, pero el 20 de enero de 1820 arribó sorpresivamente en Talcahuano la fragata O'Higgins con el almirante Cochrane a bordo. Cochrane obtuvo de Freire soldados y las naves Intrépido y Moctezuma para emplearlas en la acción que tenía planificada que no era otra que la toma de Corral y Valdivia.
El 4 de febrero de 1820 en la entrada de la bahía de Corral una bala de 24 libras alcanzó al Intrépido ocasionándole dos muertos y seis heridos, al día siguiente cuando ambas embarcaciones entraron en la bahía el Intrépido fue alcanzado por tres disparos que no le causaron gran daño, al mediodía encalló en el banco Tres Hermanas del cual no pudo ser zafado, se tumbó y fue completamente destruido por la mar.